# أديل غودمان كلارك
أديل غودمان كلارك (بالإنجليزية: Adele Goodman Clark)‏ هي سفرجات ورسامة أمريكية، ولدت في 27 سبتمبر 1882 في مونتغومري في الولايات المتحدة، وتوفيت في 4 يونيو 1983 في ريتشموند في الولايات المتحدة.